# Sanitätsbataillon Hospitaliter
Das Sanitätsbataillon Hospitaliter (ukrainisch Медичний батальйон «Госпітальєри» Medytschnyj bataljon «Hospitaljery», russisch Госпитальеры Gospitaljery, englisch Hospitallers) ist ein medizinisches Freiwilligenbataillon, das mit dem Ziel, Soldatenleben an der Frontlinie zu retten, in den seit 2014 andauernden russisch-ukrainischen Krieg verwickelt ist. Das Motto des Sanitätsbataillons lautet: „Um aller Leben willen!“ (ukrainisch «Заради кожного життя!»).
Während des russisch-ukrainischen Krieges retteten die Hospitaliter über 2750 ukrainische Soldaten.

## Geschichte
Das Sanitätsbataillon „Hospitaliter“ wurde am 6. Juli 2014 von der damals 18-jährigen Sanitätsfreiwilligen Jana Sinkewytsch gegründet. In einem späteren Interview beschrieb Sinkewytsch, wie die zu jener Zeit heftigen Kämpfe um die Dörfer Karliwka und Pisky sie zu dem Schluss kommen ließen, dass Notwendigkeit bestehe, ein medizinisches Freiwilligenbataillon ins Leben zu rufen. Der Name des Sanitätsbataillons lehnt sich an die Ritter des mittelalterlichen Johanniterordens an, welche ebenfalls als „Hospitaliter“ bezeichnet wurden. Anfang 2016 wurden die Hospitaliter in den Ukrainischen Freiwilligenkorps (ukrainisch Добровільчий український корпус) aufgenommen, welche der paramilitärischen Organisation Prawyj Sektor untergeordnet ist. Bis heute ist Jana Sinkewytsch die Chefin der medizinischen Abteilung der ukrainischen Freiwilligenarmee und die ständige Kommandantin des Sanitätsbataillons Hospitaliter. Im Mai 2017 waren 60 Personen bei den Hospitalitern aktiv, mit 100 weiteren Personen in der Reserve.
Im Jahr 2019 wurde die kommunale Einrichtung „Hospitaliter Dnipro“ (ukrainisch Госпітальєри Дніпра) gegründet, die auch öffentliche Mittel der ukrainischen Stadt Dnipro erhält.

## Tätigkeiten
Das Sanitätsbataillon unterstützt alle Freiwilligen, Militärs und Zivilisten im Kriegsgebiet, die Erste Hilfe, medizinische Nothilfe oder therapeutische Behandlung benötigen. Krankenhausbesatzungen evakuieren, stabilisieren und transportieren Verwundete aus dem Kriegsgebiet in Hauptquartiere oder Krankenhäuser an der Front.

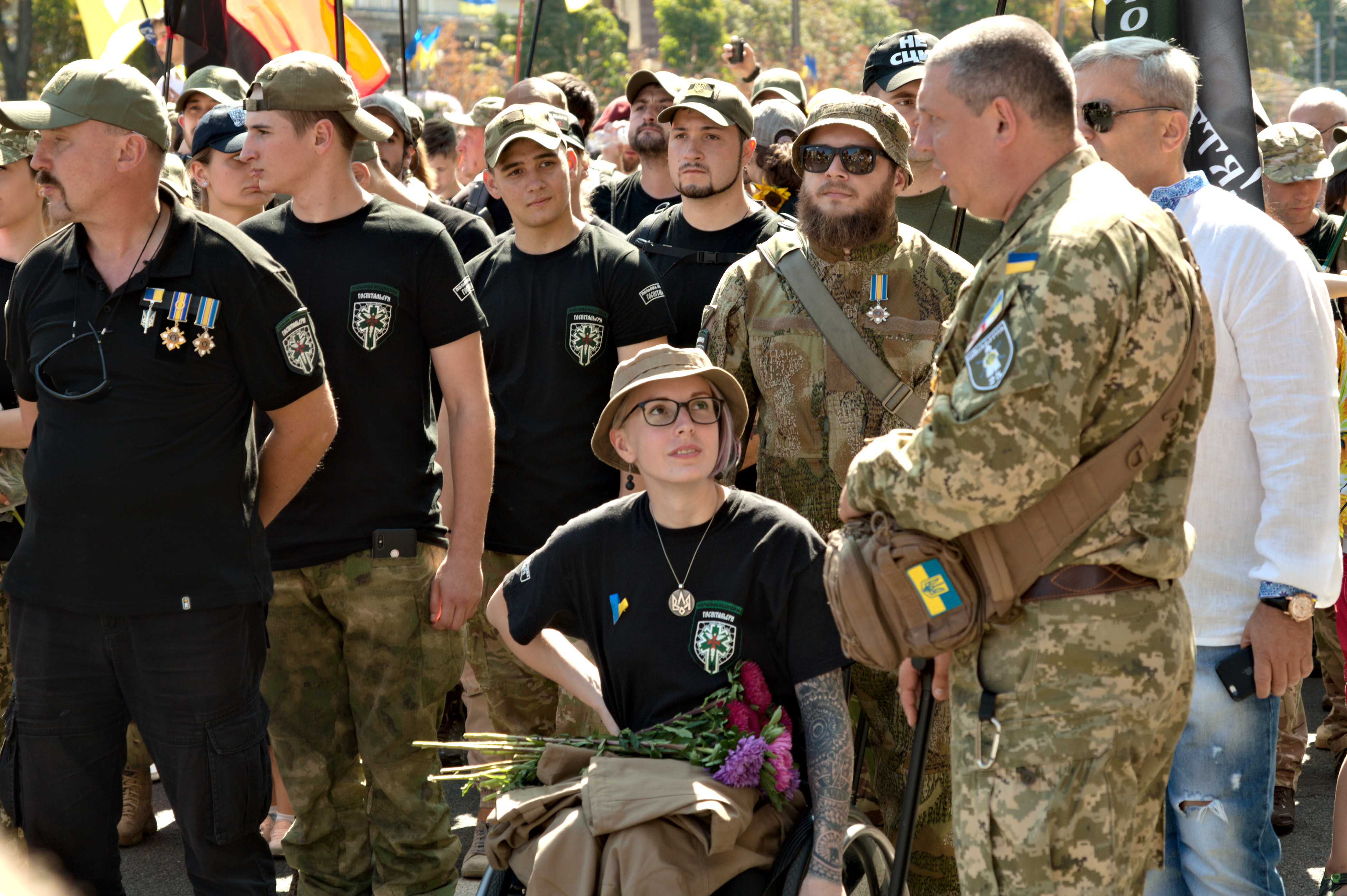
Ärzte des Sanitätsbataillons zusammen mit Jana Sinkewytsch beim Marsch der Verteidiger der Ukraine (ukrainisch Марш захисників України) während des ukrainischen Unabhängigkeitstages am 24. August 2019

Freiwillige des Sanitätsbataillons versorgen Verwundete im Metschnykow-Krankenhaus der Stadt Dnipro. Hierher werden die meisten Schwerverwundeten aus dem Krisengebiet transportiert. Die Hospitaliter bieten auch nach dem Krankenhausaufenthalt Unterstützung und Rehabilitation für die Verwundeten und ihre Familien.
Die Hospitaliter operieren in den gefährlichsten Konfliktzonen des Kriegsgebiets, um das ukrainische Militär (darunter Freiwilligeneinheiten, die offiziellen Streitkräfte sowie die Marine) zu unterstützen. Sie sind zusammen mit dem ukrainischen Militär direkt auf den Kampfplätzen vertreten, um eine effizientere und sofortige Hilfeleistung während eines Gefechts zu ermöglichen sowie die Chancen einer erfolgreichen Evakuierung und Bergung der Verwundeten zu erhöhen. Es gibt auch eine permanente Vertretung in Krankenhäusern an der Front, wie bspw. in Awdijiwka, wo die Hospitaliter die Ärzte des Krankenhauses Nr. 66 unterstützen.
Eine weitere Aufgabe der Hospitaliter ist die medizinische und taktische Ausbildung, welche einmal im Monat von Frühjahr bis Spätherbst am Stützpunkt Pawlohrad stattfindet. Die Schulungen werden von fronterfahrenen Ausbildern mit medizinischer Qualifikation durchgeführt. Die Ausbildung ist neben Militärs auch bei einigen Zivilisten beliebt, die sich durch die bei der Ausbildung erworbenen Kenntnisse und Fähigkeiten Vorteile auch im Falle von zivilen Notfällen erhoffen. Stand November 2021 haben fast 2000 Personen solch eine Ausbildung abgeschlossen.
Im Jahr 2015 filmte der Hospitaliter-Rettungssanitäter Jewhen Titarenko zusammen mit der Kinoproduzentin Natalija Chasan den Dokumentarfilm War for Peace, welcher auf 120 Stunden Dokumentarmaterial basiert, das an der Front gedreht wurde. Die Aufnahmen stammen vom Regisseur selbst.
Die Hospitaller setzen ihre Arbeit während des russischen Überfalls auf die Ukraine im Jahr 2022 fort und sammeln Spenden für Fahrzeugreparaturen, Treibstoff und medizinische Versorgung.

## Würdigungen und Ehrungen
Gründerin Jana Sinkewytsch wurde mit dem ukrainischen Verdienstorden dritter Klasse, dem nichtstaatlichen Orden „Volksheld der Ukraine“ («Народний Герой України») sowie der Auszeichnung der US-ukrainischen Stiftung „30 Sterne der Ukraine“ (“30 Stars of Ukraine”) anlässlich des 30-jährigen Staatsbestehens im Jahr 2021 ausgezeichnet.